# Volcán Guallatiri
El volcán Guallatiri (del aimara: wallatiri ‘abundancia de guallatas’) es un estratovolcán ubicado en la comuna de Putre, Región de Arica y Parinacota, Chile. Se encuentra en la cordillera de los Andes, al suroeste del grupo volcánico Nevados de Quimsachata,  
Con una altitud de 6.060 a 6.071 metros a (19.882 a 19.918 pies), el Guallatiri destaca por la presencia de numerosas fumarolas en su cumbre, que podría corresponder a un domo de lava o a un tapón volcánico. Sus flancos inferiores están cubiertos por flujos y domos de lava, resultado de su actividad eruptiva. 
El volcán ha registrado erupciones en tiempos históricos, siendo la más reciente en 1960. Se estima que hace aproximadamente 2.600 años ocurrió una gran erupción prehistórica. Actualmente, mantiene actividad fumarólica y sísmica, lo que ha favorecido la deposición de azufre y otros minerales en sus alrededores. 
La cima del Guallatiri está cubierta por una capa de hielo que comienza aproximadamente a los 5.500 metros (18.000 pies) de altitud, la cual ha disminuido y se ha fragmentado a lo largo de los siglos XX y XXI. Evidencias de glaciaciones pasadas han dejado morrenas en su entorno. 
El volcán forma parte del Parque Nacional Lauca y es monitoreado por el Servicio Nacional de Geología y Minería de Chile (SERNAGEOMIN) debido a su actividad volcánica continua. 

## Toponimia
El topónimo «Guallatiri» proviene del vocablo aimara Wallatiri, que significa «hábitat del ganso andino" o "abundancia de ganso andino", y se refiere a su frecuente aparición en la zona.